# سیه‌رخ سرسیاه غربی
باتیس سرسیاه غربی (نام علمی: Batis erlangeri) نام یک گونه از تیره پرنده‌های آوازخوان آفریقایی است.